# 皆川弘至
皆川 弘至（みながわ ひろし、1942年 - ）上野学園大学学長、尚美学園大学名誉教授、男性。

## 人物
日本大学芸術学部卒業。大手出版社編集長、編集部長、制作担当常務、レコード会社社長等を歴任。音楽ジャーナリストを経て、日本を代表する音楽プロデューサーとして国内外で活躍。
クラシックでは、ウィーン・フィルをはじめ、ロンドン響、バイロイト祝祭管、モーツァルテウム管、等々からN響、読響等の国内外のオーケストラ、シェリング、デムス、プレヴィン、マズア、ハーガー等から朝比奈隆、山田一雄、岩城宏之、園田高弘、東敦子、原田茂生等の国内外演奏家と 400曲以上の作品を手がける。
クラシック以外の企画プロデュースも、ポップス、童謡、抒情歌、文学作品朗読、ドラマの録音から、楽譜出版、音楽映画演出、オペラ演出とジャンルは多岐に渡っている。現在も音楽番組監修、音楽祭、CD制作、雑誌等への執筆等、幅広く活動。
東京音楽ペンクラブ、ミュージック・ペンクラブ、日本マス・コミュニケーション学会、国際物語学会、国際シュトラウス学会、文化経済学会、各会員。

## 主な著書

### 主な単著
- 『音楽録音芸術概論』音楽之友社、1998年 ISBN 978-4276241701
- 『音楽企画論 <アート・マネージメント実践手法> 』レッスンの友社、2005年 ISBN 978-4947740090
- 『わが音楽巡礼』一藝社、2005年 ISBN 978-4901253659
- 『音楽企画制作論Ⅰ』東亜音楽社、1998年 ISBN 4-8110-0203-2
- 『音楽企画制作論Ⅱ』東亜音楽社、1999年 ISBN 4-8110-0204-0
- 『音楽ジャーナリズム論』（株)みずほ社、1995年

### 論文
- 「クラシック音楽文化受容の変遷--外来演奏家によるコンサート史への一考察」『尚美学園大学芸術情報学部紀要』（尚美学園大学芸術情報学部、2004年9月）[2]
- 「アート(ミュージック)・マネージメントの未来--コンサート運営史から浮上する問題点と今後の展望」『尚美学園大学芸術情報学部紀要』（尚美学園大学芸術情報学部、2004年12月）[3]
- 「Protecting deities of Tradition」Bundestheaterverband　Wien，Austria　1980年5月）